# Nitokra divaricata
Nitokra divaricata is een eenoogkreeftjessoort uit de familie van de Ameiridae. De wetenschappelijke naam van de soort is voor het eerst geldig gepubliceerd in 1923 door Chappuis.